# Hakka (geslacht)
Hakka is een geslacht van spinnen uit de familie springspinnen (Salticidae).

## Soorten
De volgende soorten zijn bij het geslacht ingedeeld:
- Hakka himeshimensis (Dönitz & Strand, 1906)